# Frauenambulatorium
Das Frauenambulatorium, auch unter dem Namen Frauenambi bekannt, von 1982 bis 2001 genossenschaftlich organisiert, war ein Teilprojekt des Autonomen Frauenzentrums AFZ an der Mattengasse 27 in Zürich, das aus der Frauenbefreiungsbewegung FBB hervorgegangen war. Die Praxis zu frauenspezifischen Gesundheitsfragen und gynäkologischen Problemen war ausschliesslich von Fachfrauen geführt. Die Ärztinnenpraxis und Beratungsstelle gilt als ein Schweizer Pionierprojekt im Bereich der Frauenheilkunde, insbesondere bezüglich der Förderung, Stärkung und Unterstützung von Frauen auf Selbstbestimmung über den eigenen Körper sowie der Hilfe zur Selbsthilfe.

## Entstehungsgeschichte
1972 entstand in Zürich als erstes autonomes Frauenprojekt die INFRA, eine Informations- und Beratungsstelle für Frauen. Die Frauenbefreiungsbewegung erkämpfte gemeinsam mit der homosexuellen Frauengruppe das erste autonome Frauenzentrum der Schweiz, das am 1. Juli 1974 an der Lavaterstrasse 4 eröffnet wurde. Als neues Zentrum diente ab 1980 die städtische Liegenschaft an der Mattengasse 27. Neben zahlreichen weiteren Projekten fand ab 1982 das Frauenambulatorium an diesem Standort sein Domizil.

## Engagement des Frauenambulatoriums
Die Frauengesundheitspraxis und Beratungsstelle zu frauenspezifischen Gesundheitsfragen und gynäkologischen Problemen engagierte sich für Frauen insbesondere zur Selbsthilfe, wobei nach deren Leitbild Krankheit als Ausdruck des Lebens wie Gesundheit ebenso interpretiert werden, Mädchen und Frauen beide Zustände indes anders erleben als dies Männer und Jungs tun. Das erklärte Ziel war es, die Selbstbestimmung von Frauen und Mädchen zu fördern, zu stärken und unterstützend zu wirken. Das Frauenambulatorium war Partei für die weibliche Mehrheit, wobei die Grenzen, auch diejenigen der Frauen mit therapeutischer Verantwortung, respektiert werden sollten.

## Zitat
«Zur Thematik der Abtreibung hat das Frauenambulatorium einen
wichtigen Beitrag zur Enttabuisierung des Schwangerschaftsabbruchs geleistet.»

## Nachlass
- Frauenbefreiungsbewegung Zürich (FBB)/Autonomes Frauenzentrum Zürich im Schweizerischen Sozialarchiv Zürich